# Because We Can Tour
Because We Can Tour to trasa koncertowa amerykańskiego zespoły rockowego Bon Jovi w 2013 roku. Trasa ta promowała 14 płytę zespołu What About Now. Nazwa trasy pochodzi od tytułu jednej z piosenek znajdujących się na krążku. Trasa obejmowała wszystkie pięć głównych kontynentów. Zespół po raz pierwszy od 2001 roku zawitał do Walii, a także powrócił po 18 latach do Afryki, gdzie wystąpił na 2 koncertach w Południowej Afryce. Ponadto, ta trasa koncertowa była pierwszą, w 30-letniej historii zespołu, kiedy występował on w Bułgarii i Polsce. Trasa koncertowa zajęła pierwsze miejsce w corocznym rankingu tras koncertowych Pollstar, zarabiając 142,1 miliona dolarów w przeciągu 60 występów.

## Program koncertów
1. "That's What the Water Made Me"
2. "You Give Love a Bad Name"
3. "Raise Your Hands"
4. "Runaway"
5. "Lost Highway"
6. "Whole Lot of Leavin’"
7. "It’s My Life"
8. "Because We Can"
9. "What About Now"
10. "We Got It Going On"
11. "Keep the Faith"
12. "Amen"
13. "Bed of Roses"
14. "Captain Crash & The Beauty Queen From Mars"
15. "We Weren’t Born to Follow"
16. "Who Says You Can’t Go Home"
17. "I'll Sleep When I'm Dead" (z fragmentami utworów "Start Me Up" i "Jumpin’ Jack Flash")
18. "Bad Medicine" (z fragmentami utworów "Shout" i "Old Time Rock’N’Roll")

Bisy:
1. "In These Arms"
2. "Wanted Dead or Alive"
3. "Have a Nice Day"
4. "Livin’ on a Prayer"

Bis 2:
1. "Always"

## Lista koncertów
1. 10 lutego 2013 – Waszyngton, USA – Verizon Center
2. 13 lutego 2013 – Montreal, Kanada – Bell Centre
3. 14 lutego 2013 – Montreal, Kanada – Bell Centre
4. 17 lutego 2013 – Toronto, Kanada – Air Canada Centre
5. 18 lutego 2013 – Toronto, Kanada – Air Canada Centre
6. 20 lutego 2013 – Ottawa, Kanada – Canadian Tire Centre
7. 21 lutego 2013 – Pittsburgh, Pensylwania, USA – Consol Energy Center
8. 23 lutego 2013 – University Park, Pensylwania, USA – Bryce Jordan Center
9. 24 lutego 2013 – Buffalo, Nowy Jork, USA – First Niagara Center
10. 27 lutego 2013 – Atlanta, Georgia, USA – Philips Arena
11. 1 marca 2013 – Tampa, Floryda, USA – Amalie Arena
12. 2 marca 2013 – Sunrise, Floryda, USA – BB&T Center
13. 5 marca 2013 – Charlotte, Karolina Północna, USA – Time Warner Cable Arena
14. 6 marca 2013 – Nashville, Tennessee, USA – Bridgestone Arena
15. 9 marca 2013 – Cleveland, Ohio, USA – Quicken Loans Arena
16. 10 marca 2013 – Columbus, Ohio, USA – Nationwide Arena
17. 13 marca 2013 – St. Louis, Missouri, USA – Scottrade Center
18. 14 marca 2013 – Louisville, Kentucky, USA – KFC!Yum Center
19. 16 marca 2013 – Oklahoma City, Oklahoma, USA – Chesapeake Energy Arena
20. 17 marca 2013 – Lubbock, Teksas, USA – United Spirit Arena
21. 2 kwietnia 2013 – Calgary, Kanada – Scotiabank Saddledome
22. 3 kwietnia 2013 – Edmonton, Kanada – Rexall Place
23. 5 kwietnia 2013 – Winnipeg, Kanada – MTS Centre
24. 7 kwietnia 2013 – Saint Paul, Minnesota, USA – Xcel Energy Center
25. 8 kwietnia 2013 – Omaha, Nebraska, USA – CenturyLink Center Omaha
26. 10 kwietnia 2013 – Austin, Teksas, USA – Frank Erwin Center
27. 11 kwietnia 2013 – Dallas, Teksas, USA – American Airlines Center
28. 13 kwietnia 2013 – Kansas City, Missouri, USA – Sprint Center
29. 14 kwietnia 2013 – Des Moines, Iowa, USA – Wells Fargo Arena
30. 16 kwietnia 2013 – Denver, Kolorado, USA – Pepsi Center
31. 17 kwietnia 2013 – Salt Lake City, Utah, USA – Vivint Smart Home Arena
32. 19 kwietnia 2013 – Los Angeles, Kalifornia, USA – Staples Center
33. 20 kwietnia 2013 – Las Vegas, Nevada, USA – MGM Grand Garden Arena
34. 23 kwietnia 2013 – Glendale, Arizona, USA – Gila River Arena
35. 25 kwietnia 2013 – San Jose, Kalifornia, USA – SAP Center
36. 7 maja 2013 – Kapsztad, Afryka Południowa – Cape Town Stadium
37. 11 maja 2013 – Johannesburg, Afryka Południowa – First National Bank Stadium
38. 14 maja 2013 – Sofia, Bułgaria – Stadion Narodowy im. Wasyla Lewskiego
39. 17 maja 2013 – Wiedeń, Austria – Trabrennbahn Krieau
40. 18 maja 2013 – Monachium, Niemcy – Stadion Olimpijski
41. 21 maja 2013 – Fornebu, Norwegia – Telenor Arena
42. 22 maja 2013 – Bergen, Norwegia – Koengen
43. 24 maja 2013 – Sztokholm, Szwecja – Stadion Olimpijski
44. 26 maja 2013 – Tampere, Finlandia – Ratinan stadion
45. 6 czerwca 2013 – Kopenhaga, Dania – Parken
46. 8 czerwca 2013 – Manchester, Anglia – Etihad Stadium
47. 9 czerwca 2013 – Birmingham, Anglia – Villa Park
48. 12 czerwca 2013 – Cardiff, Walia – Cardiff City Stadium
49. 13 czerwca 2013 – Sunderland, Anglia – Stadium of Light
50. 15 czerwca 2013 – Slane, Irlandia – Slane Castle
51. 16 czerwca 2013 – Newport, Anglia – Seaclose Park
52. 18 czerwca 2013 – Berlin, Niemcy – Waldbühne
53. 19 czerwca 2013 – Gdańsk, Polska – PGE Arena
54. 21 czerwca 2013 – Stuttgart, Niemcy – Cannstatter Wasen
55. 22 czerwca 2013 – Kolonia, Niemcy – RheinEnergieStadion
56. 24 czerwca 2013 – Praga, Czechy – Eden Aréna
57. 26 czerwca 2013 – Lizbona, Portugalia – Bela Vista Park
58. 27 czerwca 2013 – Madryt, Hiszpania – Estadio Vicente Calderón
59. 29 czerwca 2013 – Mediolan, Włochy – San Siro
60. 30 czerwca 2013 – Berno, Szwajcaria – Stade de Suisse Wankdorf
61. 3 lipca 2013 – Glasgow, Szkocja – Hampden Park
62. 5 lipca 2013 – Londyn, Anglia – Hyde Park
63. 12 lipca 2013 – Chicago, Illinois, USA – Soldier Field
64. 18 lipca 2013 – Detroit, Michigan, USA – Ford Field
65. 20 lipca 2013 – Foxborough, Massachusetts, USA – Gillette Stadium
66. 22 lipca 2013 – Saratoga Springs, Nowy Jork, USA – Saratoga Performings Arts Center
67. 23 lipca 2013 – Darien, Nowy Jork, USA – Darien Lake Performings Arts Center
68. 25 lipca 2013 – East Rutherford, New Jersey, USA – MetLife Stadium
69. 27 lipca 2013 – East Rutherford, New Jersey, USA – MetLife Stadium
70. 20 września 2013 – Rio de Janeiro, Brazylia – Rock in Rio
71. 22 września 2013 – São Paulo, Brazylia – Estádio do Morumbi
72. 24 września 2013 – Santiago, Chile – Estadio Monumental David Arellano
73. 26 września 2013 – Buenos Aires, Argentyna – Estadio José Amalfitani
74. 29 września 2013 – Meksyk, Meksyk – Foro Sol
75. 2 października 2013 – Vancouver, Kanada – Rogers Arena
76. 5 października 2013 – Tacoma, Waszyngton, USA – Tacoma Dome
77. 6 października 2013 – Spokane, Waszyngton, USA – Spokane Veterans Memorial Arena
78. 8 października 2013 – Fresno, Kalifornia, USA – Save Mart Center
79. 9 października 2013 – Anaheim, Kalifornia, USA – Honda Center
80. 11 października 2013 – Los Angeles, Kalifornia, USA – Staples Center
81. 12 października 2013 – Las Vegas, Nevada, USA – MGM Grand Garden Arena
82. 15 października 2013 – San Antonio, Teksas, USA – AT&T Center
83. 16 października 2013 – Dallas, Teksas, USA – American Airlines Center
84. 18 października 2013 – North Little Rock, Arkansas, USA – Verizon Arena
85. 20 października 2013 – Lincoln, Nebraska, USA – Pinnacle Bank Arena
86. 22 października 2013 – Green Bay, Wisconsin, USA – Resch Center
87. 23 października 2013 – Chicago, Illinois, USA – United Center
88. 25 października 2013 – Uncasville, Connecticut, USA – Mohegan Sun Arena
89. 1 listopada 2013 – Toronto, Kanada – Air Canada Centre
90. 2 listopada 2013 – Toronto, Kanada – Air Canada Centre
91. 5 listopada 2013 – Filadelfia, Pensylwania, USA – Wells Fargo Center
92. 6 listopada 2013 – Raleigh, Karolina Północna, USA – PNC Arena
93. 8 listopada 2013 – Montreal, Kanada – Bell Centre
94. 3 grudnia 2013 – Osaka, Japonia – Osaka Dome
95. 4 grudnia 2013 – Tokio, Japonia – Tokyo Dome
96. 7 grudnia 2013 – Melbourne, Australia – Etihad Stadium
97. 8 grudnia 2013 – Melbourne, Australia – Etihad Stadium
98. 11 grudnia 2013 – Adelaide, Australia – AAMI Stadium
99. 12 grudnia 2013 – Perth, Australia – Perth Arena
100. 14 grudnia 2013 – Sydney, Australia – ANZ Stadium
101. 15 grudnia 2013 – Sydney, Australia – Sydney Entertainment Centre
102. 17 grudnia 2013 – Brisbane, Australia – Suncorp Stadium

## Koncerty odwołane
1. 14 lipca 2013 – Cleveland, Ohio, USA – FirstEnergy Stadium (odwołany z nieznanych powodów)
2. 18 września 2013 – Asunción, Paragwaj – Jockey Club de Paraguay (z powodów logistycznych)
3. 18 września 2013 – Córdoba, Argentyna – Estadio Mario Alberto Kempes (czas rekuperacji dla zespołu)

## Muzycy

### Bon Jovi
- Jon Bon Jovi – wokal prowadzący, gitara
- Richie Sambora – gitara prowadząca, chórki, talkbox (odszedł z zespołu po koncercie 17 marca)
- Hugh McDonald – gitara basowa, chórki
- Tico Torres – perkusja
- David Bryan – keyboardy, chórki

### Muzycy dodatkowi
- Bobby Bandiera – gitara rytmiczna, chórki
- Phil X – gitara prowadząca, chórki, talkbox
- Rich Scannela – perkusja (zastępstwo za Tico Torresa od 20 września do 6 października z powodu operacji woreczka żółciowego)

## Przychody z koncertów
| Państwo           | Miasto            | Miejsce koncertu                              | Sprzedaż biletów/Dostępne | Przychód    |
| ----------------- | ----------------- | --------------------------------------------- | ------------------------- | ----------- |
| USA               | Waszyngton        | Verizon Centre                                | 18 876/16 876             | $2 096 190  |
| Kanada            | Montreal          | Bell Centre                                   | 35 917/35 917             | $4 048 253  |
| Kanada            | Toronto           | Air Canada Centre (17 lutego 2013)            | 36 497/36 497             | $4 004 040  |
| Kanada            | Ottawa            | Canadian Tire Cente                           | 15 533/15 533             | $1 331 394  |
| USA               | Pittsburgh        | Consol Energy Center                          | 16 369/16 369             | $1 600 731  |
| USA               | University Park   | Bryce Jordan Center                           | 11 811/11 811             | $929 424    |
| USA               | Buffalo           | First Niagara Center                          | 16 754/16 754             | $1 367 933  |
| USA               | Atlanta           | Phillips Arena                                | 14 306/14 306             | $1 579 947  |
| USA               | Tampa             | Amalie Arena                                  | 17 034/17 034             | $1 772 346  |
| USA               | Sunrise           | BB&T Center                                   | 17 629/17 629             | $1 797 352  |
| USA               | Charlotte         | Time Warner Cable Arena                       | 16 122/16 122             | $1 432 775  |
| USA               | Nashville         | Bridgestone Arena                             | 14 149/14 149             | $1 336 154  |
| USA               | Cleveland         | Quicken Loans Arena                           | 19 050/19 050             | $1 725 305  |
| USA               | Columbus          | Nationwide Arena                              | 16 880/16 880             | $1 508 860  |
| USA               | St. Louis         | Scottrade Center                              | 16 120/16 120             | $1 262 376  |
| USA               | Louisville        | KFC Yum! Center                               | 17 881/17 881             | $1 485 170  |
| USA               | Oklahoma City     | Chesapeake Energy Arena                       | 14 160/14 160             | $1 172 534  |
| USA               | Lubbock           | United Spirit Arena                           | 13 255/13 255             | $1 201 105  |
| Kanada            | Calgary           | Scotiabank Saddledome                         | 15 464/15 464             | $1 888 961  |
| Kanada            | Edmonton          | Rexall Place                                  | 15 739/15 739             | $1 797 778  |
| Kanada            | Winnipeg          | MTS Centre                                    | 14 550/14 550             | $1 649 710  |
| USA               | Omaha             | CenturyLink Center Arena                      | 14 036/14 036             | $856 051    |
| USA               | Austin            | Frank Erwin Center                            | 15 649/15 649             | $1 378 590  |
| USA               | Dallas            | American Airlines Center                      | 16 140/16 140             | $1 891 752  |
| USA               | Kansas City       | Sprint Center                                 | 16 390/16 390             | $1 455 693  |
| USA               | Des Moines        | Wells Fargo Arena                             | 13 629/13 629             | $1 151 079  |
| USA               | Denver            | Pepsi Center                                  | 16 052/16 052             | $1 461 182  |
| USA               | Salt Lake City    | Vivint Smart Home Arena                       | 16 004/16 004             | $1 233 763  |
| USA               | Los Angeles       | Staples Center                                | 16 585/16 585             | $2 203 669  |
| USA               | Las Vegas         | MGM Grand Garden Arena                        | 13 782/13 782             | $2 816 950  |
| USA               | Glendale          | Gila River Arena                              | 13 951/13 951             | $1 339 791  |
| USA               | San Jose          | SAP Center at San Jose                        | 16 631/16 631             | $1 570 930  |
| Afryka Południowa | Cape Town         | Cape Town Stadium                             | 35 407/35 407             | $2 611 492  |
| Afryka Południowa | Johannesburg      | FNB Stadium                                   | 65 182/65 182             | $9 052 059  |
| Bułgaria          | Sofia             | Vasil Levski National Stadium                 | 47 266/47 266             | $3 378 335  |
| Austria           | Wiedeń            | Trabennbahn Krieau                            | 50 513/50 513             | $4 800 870  |
| Niemcy            | Monachium         | Stadion Olimpijski                            | 64 284/64 284             | $5 288 256  |
| Norwegia          | Fornebu           | Telenor Arena                                 | 17 657/17 657             | $2 667 533  |
| Norwegia          | Bergen            | Koengen                                       | 22 024/22 024             | $3 347 583  |
| Szwecja           | Sztokholm         | Stockholm Olympic Stadium                     | 31 497/31 497             | $3 713 393  |
| Finlandia         | Tampere           | Tampere Stadium                               | 22 595/22 595             | $3 109 136  |
| Dania             | Kopenhaga         | Parken Stadium                                | 31 078/31 078             | $3 158 064  |
| Anglia            | Manchester        | Etihad Stadium                                | 41 501/41 501             | $4 067 566  |
| Anglia            | Birmingham        | Villa Park                                    | 35 413/35 413             | $3 218 037  |
| Walia             | Cardiff           | Cardiff City Stadium                          | 29 171/29 171             | $2 367 351  |
| Anglia            | Sunderland        | Stadium of Light                              | 41 649/41 649             | $2 612 563  |
| Irlandia          | Slane             | Slane Castle                                  | 45 094/45 094             | $4 616 264  |
| Anglia            | Newport           | Seaclose Park                                 |                           |             |
| Niemcy            | Berlin            | Waldbühne                                     | 22 967/22 967             | $1 998 785  |
| Polska            | Gdańsk            | PGE Arena Gdańsk                              | 31 167/31 167             | $3 218 718  |
| Niemcy            | Stuttgart         | Cannstatter Wasen                             | 26 522/26 522             | $2 575 716  |
| Niemcy            | Kolonia           | RheinEnergieStadium                           | 42 476/42 476             | $3 572 843  |
| Czechy            | Praga             | Eden Arena                                    | 27 386/27 386             | $2 873 494  |
| Portugalia        | Lizbona           | Bela Vista Park                               | 28 864/28 864             | $2 567 847  |
| Hiszpania         | Madryt            | Vicente Calderón Stadium                      | 43 677/43 677             | $1 551 94   |
| Włochy            | Mediolan          | San Siro                                      | 51 531/51 531             | $3 788 512  |
| Szwajcaria        | Berno             | Stade de Suisse                               | 28 868/28 868             | $3 477 918  |
| Szkocja           | Glasgow           | Hampden Park                                  | 34 733/34 733             | $2 533 766  |
| Anglia            | Londyn            | Hyde Park                                     | 44 013/44 013             | $4 563 848  |
| USA               | Chicago           | Soldier Field                                 | 45 178/45 178             | $4 690 204  |
| USA               | Detroit           | Ford Field                                    | 43 142/43 142             | $2 638 975  |
| USA               | Foxborough        | Gillette Stadium                              | 45 912/45 912             | $3 514 571  |
| USA               | Saratoga Springs  | Saratoga Performing Arts Center               | 14 015/14 015             | $814 776    |
| USA               | Darien Center     | Darien Lake Performings Arts Center           | 11 571/11 571             | $535 872    |
| USA               | East Rutherford   | MetLife Stadium                               | 95 991/95 991             | $9 594 635  |
| Brazylia          | Rio de Janeiro    | Rock in Rio                                   |                           |             |
| Brazylia          | São Paulo         | Morumbi Stadium                               | 63 198/63 198             | $5 695 137  |
| Chile             | Santiago          | Estadio Monumental David Allerano             | 34 818/34 818             | $2 302 796  |
| Argentyna         | Buenos Aires      | Estadio José Amalfitani                       | 38 130/38 130             | $4 080 422  |
| Meksyk            | Meksyk            | Foro Sol                                      | 35 222/35 222             | $2 464 370  |
| Kanada            | Vancouver         | Rogers Arena                                  | 16 142/16 142             | $1 489 300  |
| USA               | Tacoma            | Tacoma Dome                                   | 17 357/17 357             | $1 255 004  |
| USA               | Spokane           | Spokane Veterans Memorial Arena               | 11 254/11 254             | $1 434 849  |
| USA               | Fresno            | Save Mart Center                              | 12 463/12 463             | $1 017 003  |
| USA               | Anaheim           | Honda Center                                  | 14 399/14 399             | $1 157 071  |
| USA               | Los Angeles       | Staples Center                                | 14 257/14 257             | $1 336 636  |
| USA               | Las Vegas         | MGM Grand Garden Arena (12 października 2013) | 13 425/13 425             | $1 817 412  |
| USA               | San Antonio       | AT&T Center                                   | 13 798/13 798             | $999 709    |
| USA               | Dallas            | American Airlines Center                      | 13 694/13 694             | $1 158 010  |
| USA               | North Little Rock | Verizon Arena                                 | 15 422/15 422             | $1 318 705  |
| USA               | Lincoln           | Pinnacle Bank Arena                           | 13 936/13 936             | $1 013 624  |
| USA               | Green Bay         | Resch Center                                  | 9 178/9 178               | $1 323 163  |
| USA               | Chicago           | United Center                                 | 13 560/13 560             | $1 146 614  |
| USA               | Uncasville        | Mohegan Sun Arena                             | 9 091/9 091               | $2 043 388  |
| Kanada            | Toronto           | Air Canada Centre (1 i 2 listopada 2014)      | 35 589/35 589             | $3 423 340  |
| USA               | Filadelfia        | Wells Fargo Center                            | 16 177/16 177             | $1 448 021  |
| USA               | Raleigh           | PNC Arena                                     | 15 889/15 889             | $1 004 491  |
| Kanada            | Montreal          | Bell Centre (8 listopada 2013)                | 18 131/18 131             | $1 927 699  |
| Japonia           | Osaka             | Osaka Dome                                    | 21 937/21 937             | $2 467 931  |
| Japonia           | Tokio             | Tokyo Dome                                    | 40 000/40 000             | $4 458 661  |
| Australia         | Melbourne         | Etihad Stadium                                | 91 505/91 505             | $12 170 951 |
| Australia         | Adelaide          | AAMI Stadium                                  | 39 368/39 368             | $4 451 035  |
| Australia         | Perth             | Perth Arena                                   | 14 062/14 062             | $2 975 768  |
| Australia         | Sydney            | ANZ Stadium                                   | 60 510/60 510             | $8 079 581  |
| Australia         | Sydney            | Sydney Entertainment Centre                   | 11 113/11 113             | $1 408 400  |
| Australia         | Brisbane          | Suncorp Stadium                               | 42 316/42 316             | $5 869 331  |